# Lompenproletariaat
Het lompenproletariaat (van het Duitse Lumpenproletariat) is een van de sociale groepen die Karl Marx in zijn sociologische analyse onderscheidde, naast de twee fundamentele klassen, de bourgeoisie of kapitalistenklasse, en het proletariaat.
Marx' analyse van de samenleving maakt onderscheid tussen twee klassen, het proletariaat en de kapitalisten. Deze twee klassen komen direct voort uit de organisatie van de economie in kapitalistische samenlevingen. Nu onderkende Marx wel, dat er in de werkelijkheid meer soorten maatschappelijke verhoudingen zijn, dan die uit zijn theoretische tweedeling voortvloeien. Er zijn groepen die er buiten vallen, omdat de productiestructuur in een land nog niet volledig kapitalistisch is. Er zijn klassen die van een van de basisklassen afhankelijk zijn, maar toch anders functioneren. Bedrijfsleiders en juristen vallen in een dergelijke groep. Verder is er het lompenproletariaat. Dit is een groep van mensen die niet in de arbeidsdeling zijn opgenomen, en daarmee in de marge van Marx' klassensysteem staan. Het gaat om dieven, andere criminelen, zwervers, maar ook mensen zonder vaste manier van kostwinning.
Het proletariaat zou zich er in de loop van de geschiedenis bewust van worden, dat het altijd aan de verkeerde kant van de kapitalistische productiewijze zou staan. Dit geldt echter niet voor het lompenproletariaat, dat zelf profiteert van de kapitalistische structuur.